# جيمس نيومان (طبيب)
جيمس لستر نيومان (بالإنجليزية: James Lister Newman)‏ هو طبيب نيوزيلندي، ولد في 23 أبريل 1903، وتوفي في 17 أكتوبر 1983.